# Федеричи, Сильвия
Сильвия Федеричи (англ. Silvia Federici; род. 1942, Парма, Италия) — американская учёная, преподавательница и активистка, представляющая радикальные автономистскую и феминистическую марксистскую традицию. Она является почётным профессором и членом совета Университета Хофстра, где она была профессором социологии. В течение долгих лет она преподавала в Нигерии, является соучредительницей Комитета за академическую свободу в Африке и членом коллектива Midnight Notes Collective.

## Биография
Федеричи выросла в Италии и приехала в Соединённые Штаты в 1967 году, чтобы поступить в аспирантуру по философии в Университете в Буффало. Она преподавала в Университете в Порт-Харкорт в Нигерии, и была доцентом, а позже и профессором политической философии и международных отношений в университете Хофтсра.
Она была сооснователем Международного Феминистского Коллектива, организатор кампании «Зарплата за домработу» (Wages for housework), и участвует в Midnight Notes Collective. Она соучредила Комитет за Академическую Свободу в Африке. В 1995 году она стала сооснователем Ассоциации радикальной философии (Radical Philosophy Association, RPA), проекта против смертной казни.
- 2022 - Её работа Patriarchy of the Wage: Notes on Marx, Gender, and Feminism вошла в шорт-лист Дойчеровской мемориальной премии[9]

## Научный вклад
Наиболее известная работа Федеричи, «Калибан и ведьма: Женщины, тело и первоначальное накопление» (Caliban and the Witch: Women, the Body and Primitive Accumulation), расширяет труд Леопольдины Фортунати (Leopoldina Fortunati). В ней она оспаривает идею Карла Маркса о том, что первоначальное накопление капитала — это необходимый предшественник капитализма. Вместо этого, она утверждает, что первоначальное накопление — это фундаментальная характеристика самого капитализма, что для сохранения себя самого капитализм требует постоянного вливания экспроприированного капитала.
Федеричи связывает эту экспроприацию с женским неоплачиваемым трудом, связанным с общественным воспроизводством и другими функциями, она формулирует это как историческое условие подъёма капиталистической экономики, основанной на наёмном труде. В связи с этим, она обозначает историческую борьбу за общественное и борьбу за коммунализм. Вместо взгляда на капитализм как на освободительную победу над феодализмом, Федеричи понимает подъём капитализма как реакционное движение против поднимающегося коммунализма, пытающееся удержать социальный договор.
В 1970-х, Федеричи участвовала в международном движении по компенсации репродуктивного труда «Зарплата за домработу», инициированном Сельмой Джеймс.